# جولييان سانشيز ميلجار
جولييان سانشيز ميلجار (بالإسبانية: Julián Sánchez Melgar)‏ هو رجل قضاء إسباني، ولد في 19 سبتمبر 1955 في بالنثيا في إسبانيا.